# L'ombra della sera
L'ombra della sera è un film per la televisione, diretto da Cinzia TH Torrini. È andata in onda per la prima volta in Francia su France 2 (con il nome L'ombre du soir) il 16 marzo 1994 ottenendo il 32,4% di share e il 19 ottobre 1994 su Rai 1 con il 21,5% di share.

## Trama
Un'azienda gestisce un traffico di scorie altamente tossiche. La segretaria dell'azienda, Carla, che è impiegata in questa da anni, si accorge che qualcosa non va e per questo il proprietario dà l'ordine ad uno dei soci, Marc Bergè, di licenziarla senza motivazioni. La segretaria, ritenendo Marc responsabile, interviene in un programma radiofonico per denunciare delle (inesistenti) avance sessuali che avrebbe ricevuto e il cui rifiuto avrebbero causato il suo licenziamento. Il programma viene ascoltato dalla futura moglie di Marc, una donna il cui passato era stato segnato dal tragico suicidio del padre e dalla rottura dei rapporti con la madre, che fugge di casa dopo aver annullato il matrimonio, decidendo di togliersi la vita nello stesso modo in cui l'aveva fatto il padre.
Nel frattempo i carabinieri sono sulle tracce delle sostanze tossiche, situazione che costringe il camionista (Marcello) che le sta portando a sbarazzarsene in una cava abbandonata, rimanendone però contaminato. Il proprietario dell'azienda decide di scaricare la responsabilità su Marc (il quale in realtà era all'oscuro di tutto), che viene quindi braccato dalle forze dell'ordine.
Inizia quindi una corsa contro il tempo di Marc e della segretaria (resasi conto dell'errore commesso), che devono arrivare in tempo a Siena per evitare che la moglie di questo si suicidi e nel frattempo dimostrare la propria innocenza.